# Катетис
Катетис (фр. Castétis) насеље је и општина у југозападној Француској у региону Аквитанија, у департману Атлантски Пиринеји која припада префектури По.
По подацима из 2011. године у општини је живело 601 становника, а густина насељености је износила 66,34 становника/km². Општина се простире на површини од 9,06 km². Налази се на средњој надморској висини од 93 метара (максималној 182 m, а минималној 56 m).

## Демографија
| 1962. | 1968. | 1975. | 1982. | 1990. | 1999. | 2011. |
| ----- | ----- | ----- | ----- | ----- | ----- | ----- |
| 490   | 510   | 522   | 558   | 600   | 657   | 601   |

График промене броја становника у току последњих година